# سلول‌های بنیادی پرتوان القایی

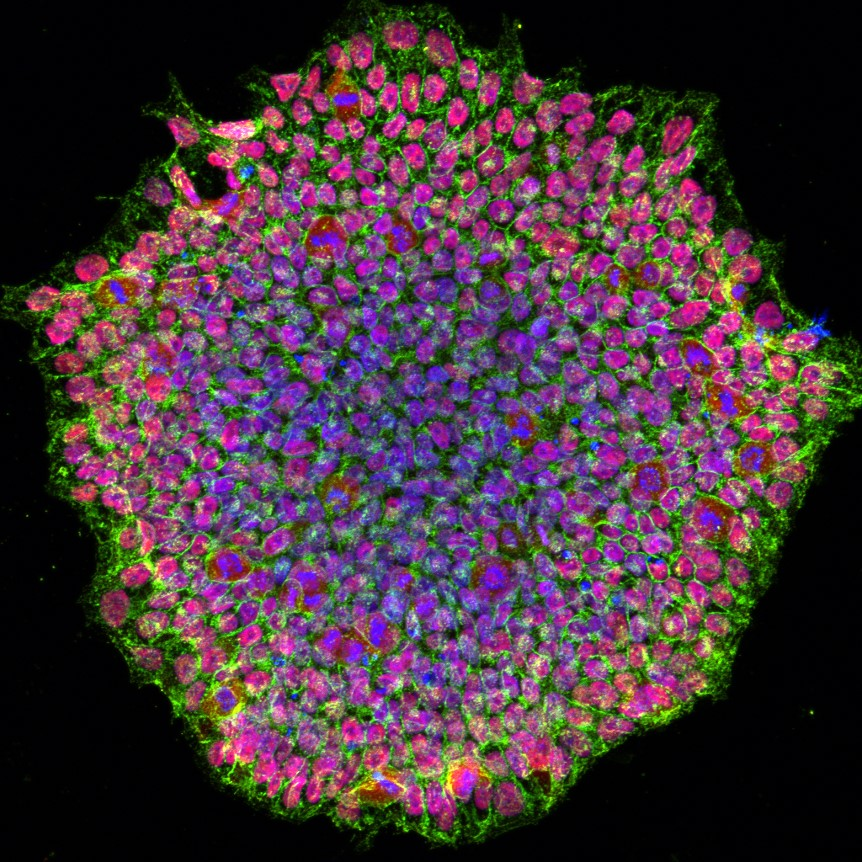
میکروسکوپ هم‌کانونی از یک کلنی یاخته‌های بنیادی پرتوان القایی انسانی که از یک بیمار مبتلا به آلبینیسم چشمی-پوستی مشتق شده‌اند. قرمز نشان‌دهنده فاکتور رونویسی Oct-4، سبز نشان‌دهنده پروتئین SSEA4 و آبی نشان‌دهنده هسته است.

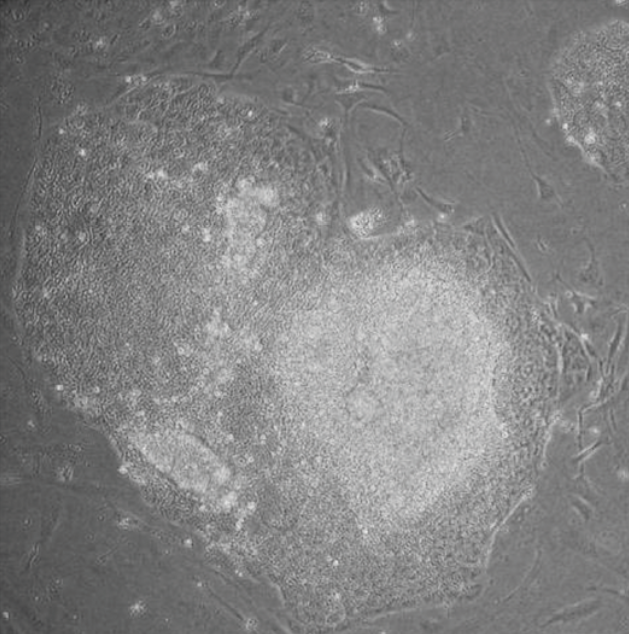
کلنی‌های یاخته‌های iPS انسانی. یاخته‌های استوانه‌ای‌شکل در پس‌زمینه، یاخته‌های فیبروبلاست موش هستند. تنها یاخته‌های موجود در مرکز کلنی، یاخته‌های iPS انسانی هستند.

سلول‌های بُنیادی پُرتَوان اِلقایی یا بُن‌یاخته‌های پُرتَوانیده (به انگلیسی: Induced pluripotent stem cell) (که همچنین به عنوان یاخته‌های iPS یا iPSCs شناخته می‌شوند) نوعی از یاخته‌های بنیادی توان سلولی هستند که می‌توانند مستقیم از یک یاختۀ پیکری تولید شوند. فناوری iPSC توسط شنایا یاماناکا و کازوتوشی تاکاهاشی در کیوتو، ژاپن آغاز شد، که در سال ۲۰۰۶ نشان دادند که معرفی چهار ژن ویژه (با نام‌های Myc, Oct3/4, ساکس ۲ و Klf4) که به‌طور جمعی به‌عنوان فاکتورهای یاماناکا شناخته می‌شوند، می‌تواند یاخته‌های پیکری را به یاخته‌های بنیادی پرتوان تبدیل کند. شینیا یاماناکا در سال ۲۰۱۲ جایزۀ نوبل را همراه با سر جان گوردون «برای کشف اینکه یاخته‌های بالغ می‌توانند به یاخته‌های پرتوان بازبرنامه‌ریزی شوند.» دریافت کرد.
یاخته‌های بنیادی پرتوان در زمینه پزشکی بازساختی کاربردهای زیادی دارند. زیرا این یاخته‌ها می‌توانند نامحدود تکثیر شوند و همچنین قادر به ایجاد گونه‌های مختلف یاخته‌ها در بدن (مانند نورون‌ها، یاخته‌های قلبی، پانکراس و کبد) هستند و نمایانگر منبع واحدی از یاخته‌ها هستند که می‌توانند برای جایگزینی یاخته‌های آسیب‌دیده یا از دست رفته استفاده شوند.
مشهورترین نوع یاخته‌های بنیادی پرتوان، بن‌یاختۀ رویانی است. با این حال، از آنجا که تولید یاخته‌های بنیادی رویانی با تخریب (یا حداقل دست‌ورزی) رویان در مرحلۀ پیشالانه‌گزینی همراه است، استفاده از آنها با جنجال‌هایی مواجه شده است.
از آنجا که یاخته‌های iPSC می‌توانند مستقیم از بافت‌های بالغ مشتق شوند، نه تنها نیاز به رویان را کنار می‌زنند، بلکه می‌توانند به‌صورت فردی و مطابق با نیاز بیمار تولید شوند، به این معنی که هر فرد می‌تواند ردۀ یاخته‌های بنیادی پرتوان خود را داشته باشد. این منابع نامحدود از یاخته‌های خودپیوندی می‌توانند برای تولید پیوندهایی بدون خطر رد ایمنی استفاده شوند. در حالی که فناوری iPSC هنوز به مرحله‌ای نرسیده که پیوندهای درمانی آن ایمن تلقی شوند، یاخته‌های iPSC به‌طور گسترده‌ای در تلاش‌های کشف داروهای شخصی‌سازی‌شده و درک مبنای بیماری‌های خاص هر بیمار استفاده می‌شوند.
یاماناکا به دلیل محبوبیت آی‌پاد و فراورده‌های دیگر، یاخته‌های iPSC را با حرف کوچک "i" نام‌گذاری کرد.
در سمینار نوبل خود، یاماناکا کار پیشگامانۀ هارولد ام. واینتراب در مورد نقش پروتئین تعیین‌گر میوگلوبلاست 1 (MyoD) در بازبرنامه‌ریزی سرنوشت یاخته‌ای به ردۀ یاخته‌های ماهیچه‌ای را به‌عنوان پیش‌نیاز مهمی برای کشف iPSCs ارزیابی کرد.

## تولید

نمایی از تولید بن‌یاخته‌های پرتوانیده (iPS). (1) ایزوله و کشت یاخته‌های دهنده. (۲) ترارسانی ژن‌های مرتبط با یاخته‌های بنیادی به یاخته‌ها به وسیلۀ وکتورهای ویروسی. یاخته‌های قرمز نشان‌دهندۀ یاخته‌هایی هستند که ژن‌های برون‌زاد را بیان می‌کنند. (۳) برداشت و کشت یاخته‌ها طبق کشت یاختۀ بنیادی رویانی، با استفاده از فیبروبلاستهای غیرفعال شده از لحاظ میتوزی (خاکی). (۴) بخشی کوچک از یاخته‌های تراآلایی‌شده تبدیل به یاختۀ iPS شده و کلنی‌های شبیه به یاخته‌های بنیادی رویانی ایجاد می‌کنند.

یاخته‌های iPSC معمولاً از راه معرفی فراورده‌های مجموعه‌های خاصی از ژن‌های مرتبط با پرتوانی، یا «فاکتورهای بازآرایی»، به یک نوع یاختۀ ویژه تولید می‌شوند. مجموعۀ اصلی فاکتورهای بازآرایی (که به نام فاکتورهای یاماناکا نیز شناخته می‌شوند) شامل فاکتورهای رونویسی Oct4 (Pou5f1)، ساکس ۲، Klf4 و cMyc است. در حالی که این ترکیب رایج‌ترین روش برای تولید iPSC است، هر یک از این فاکتورها می‌توانند توسط فاکتورهای رونویسی مرتبط، ریزرنا، کوچک‌مولکول‌ها یا حتی ژن‌های غیرمرتبط مانند تعیین‌کننده‌های خط جانبی جایگزین شوند. همچنین آشکار است که فاکتورهای پیش‌میتوزی مانند C-MYC/L-MYC یا سرکوب نقاط وارسی چرخۀ یاخته‌ای، مانند p53، راه‌های ایجاد وضعیت یاخته‌ای مناسب برای بازآرایی iPSC را فراهم می‌کنند.
تولید iPSC معمولاً یک فرایند کند و ناکارآمد است که برای یاخته‌های موش یک تا دو هفته و برای یاخته‌های انسانی سه تا چهار هفته به درازا می‌کشد، با کارایی حدود ۰٫۰۱–۰٫۱٪. با این حال، پیشرفت‌های قابل توجهی در بهبود کارایی و زمان لازم برای به‌دست آوردن iPSC حاصل شده است. پس از معرفی فاکتورهای بازآرایی، یاخته‌ها آغاز به تشکیل کلونی‌هایی می‌کنند که شبیه به یاخته‌های بنیادی پرتوان هستند، که می‌توانند بر اساس ریخت‌شناسی‌شان، شرایطی که برای رشد آن‌ها انتخاب شده است، یا از راه بیان نشانگرهای سطحی یا ژن‌های گزارشگر ایزوله شوند.